# Habachkees
Habachkees är en glaciär i Österrike.   Den ligger i förbundslandet Salzburg, i den centrala delen av landet, 300 km väster om huvudstaden Wien. Habachkees ligger 2 730 meter över havet.
Terrängen runt Habachkees är huvudsakligen bergig, men åt sydväst är den kuperad. Runt Habachkees är det ganska glesbefolkat, med 29 invånare per kvadratkilometer.. Närmaste större samhälle är Mittersill, 17,2 km nordost om Habachkees. 
Trakten runt Habachkees består i huvudsak av gräsmarker.